# 首位打者
首位打者（しゅいだしゃ、英: Batting Champion）は、プロ野球における打撃表彰（タイトル）の一つ。規定打席に達した打者の中で、打率が最も高い選手に与えられる。

## 概説
打撃部門において、最多本塁打、最多打点と並び主要打撃3部門ひとつに数えられる。これらの3タイトル全てを同一シーズンに獲得することを三冠王と言い、打者に対する最大の名誉となる。
最多本塁打（本塁打王）、最多打点（打点王）はそれぞれ本塁打、打点が減ることがない記録であり、打席数の多い選手ほど有利であるのに対し、首位打者は打率が増減するため、必ずしも打席数の多い選手が有利とはならない。そのため、僅差の首位打者争いがシーズン終盤まで続くと、首位打者をキープしている選手を打率が下がらないよう欠場させたり、守備をさせるだけですぐにベンチに下げたりして打席に立たせず、さらにはライバルと相対した時に四球で歩かせて打率を上げさせないようにすることがあり、物議を醸すことがある（詳細は故意四球を参照）。また逆に、僅差の首位打者争いで勝負すると美談として取り上げられることもある。
台湾プロ野球などでは、打撃王と呼ばれることもある。宇佐美徹也によると、日本で首位打者が打撃王という別名でも呼ばれるようになったのは1949年にルー・ゲーリッグの半生を描いた映画『The Pride of the Yankees』（直訳：ヤンキースの誇り）が『打撃王』という邦題で公開されてからだと著書の中で触れている。

## 例外規定
打者が規定打席に満たない場合でも、その不足分を打数に加算して（すなわち、規定打席に足りない分をすべて凡打であったとみなして）打率を算出し、なお最高打率となった場合、その打者がリーグの首位打者となる（公認野球規則9.22(a)）。
つまり、『安打数÷(打数+不足打席数)』の式で算出した打率が、規定打席到達者の打率1位を上回れば、規定打席未満でも首位打者と認定される。
なお、このとき残る記録は不足打席数を加えないときの打率である。

### 日本プロ野球
日本プロ野球の一軍では過去適用された例はない（なお、規定打席ちょうどで首位打者になった例は3例（1975年・白仁天、1981年・藤田平、1991年・平井光親）あり、いずれも規定打席に到達せずとも例外規定で首位打者になれるタイミングはあった）が、二軍では以下の選手がこの規定により首位打者と認定されている（所属球団はタイトル獲得時点）。
- イースタン・リーグ
  - 1972年 - 長井繁夫（ヤクルトアトムズ）
  - 2011年 - 銀次（東北楽天ゴールデンイーグルス）
  - 2016年 - 井上晴哉（千葉ロッテマリーンズ）
  - 2018年 - 石川慎吾（読売ジャイアンツ）
  - 2023年 - 渡邊佳明（東北楽天ゴールデンイーグルス）

- ウエスタン・リーグ
  - 1970年 - 坪井新三郎（中日ドラゴンズ）
  - 1986年 - 吉川弘幸（阪神タイガース）
  - 1997年 - ジェームス・ボニチ（オリックス・ブルーウェーブ）
  - 2002年 - 川﨑宗則（福岡ダイエーホークス）
  - 2006年 - 狩野恵輔（阪神タイガース）
  - 2008年 - 新井良太（中日ドラゴンズ）
  - 2023年 - 池田陵真（オリックス・バファローズ）

### メジャーリーグ
メジャーリーグでは、1996年に規定打席に4打席不足していたトニー・グウィン（サンディエゴ・パドレス）がこの制度によりナショナル・リーグ首位打者になっている。2012年には、1打席不足のメルキー・カブレラ（サンフランシスコ・ジャイアンツ）がこの規定に基づきナ・リーグ首位打者になるはずだったが、規定打席不足の原因はドーピング検査の陽性反応で出場停止処分を科されたことによるものであり、本人が首位打者を辞退したため、規定打席到達者で最高打率だったバスター・ポージーが首位打者となった。

### その他
ベースボール・チャレンジ・リーグでは、2010年に大谷尚徳（群馬ダイヤモンドペガサス）がこの規定により首位打者になった。関西独立リーグ (2代目)では、2020年に大橋諒介（堺シュライクス）がこの規定により首位打者になった。